# 革命工人党 (乌拉圭)
革命工人党（西班牙語：Partido Obrero Revolucionario，缩写为POR）是乌拉圭的一个托洛茨基主义-波萨达斯主义政党。该党成立于1944年。该党以阿根廷托洛茨基主义理论家J·波萨达斯的政治思想为指导。1971年，该党参与创建左翼政党联盟广泛阵线，并一直是该联盟的成员。该党是第四国际波萨达斯主义者和圣保罗论坛的成员。